# Deniz Gamze Ergüven
Deniz Gamze Ergüven (Ankara, 4 juni 1978) is een Turks-Frans filmregisseur, scenarioschrijver en actrice.

## Biografie
Deniz Gamze Ergüven is de dochter van een Turks diplomaat die werkzaam was voor UNESCO en de Organisatie voor Economische Samenwerking en Ontwikkeling (OESO). Zij groeide op tussen Ankara en Parijs waar de familie woonde sinds ze zes maand oud was en later in de Verenigde Staten. In december 1989 vestigde haar moeder zich samen met haar twee dochters definitief in Frankrijk. Nadat ze een masterdiploma Afrikaanse geschiedenis behaalde in Johannesburg, schreef ze zich in 2002 in bij La fémis waar ze in 2006 afstudeerde als regisseur. In 2011 werd Ergüven uitgenodigd door het Cannes Film Festivals Atelier om mee te werken aan haar project Kings, een film over de rellen in Los Angeles 1992 maar omdat de financiering niet rond geraakte startten de opnamen pas in december 2016. Ze leerde er regisseur Alice Winocour en samen besloten ze het script voor Mustang te schrijven. Ergüvens debuutfilm ging in première op het filmfestival van Cannes 2015 in de sectie Quinzaine des réalisateurs. waar ze de "Europa Cinemas Label Award" won. De film kreeg lovende kritieken en werd een overweldigend succes met 57 nominaties en 39 prijzen. waaronder negen nominaties voor de Césars waarvan er vier gewonnen werden en nominaties voor beste niet-Engelstalige film zowel voor de Oscars als de Golden Globes als de British Academy Film Awards.
Ergüven is sinds 2016 lid van de Academy of Motion Picture Arts and Sciences (AMPAS).

### Privaat leven
Tijdens de filmopnamen van Mustang beviel Ergüven in februari 2015 van een zoon en huwde met de vader, een onafhankelijk journalist in Istanboel.

## Filmografie

### Als regisseur
- 2017: Kings
- 2015: Mustang
- 2006: Mon trajet préféré (kortfilm)
- 2005: Bir damla su (Une goutte d'eau) (kortfilm)
- 2004: Libérables (documentaire)

### Als actrice
- 2012: Augustine
- 2012: The Capsule (kortfilm)
- 2007: Chacun son cinéma (segment "Recrudescence")

## Prijzen en nominaties
De belangrijkste:
| Jaar | Prijs                   | Categorie                        | Genomineerde(n)                  | Uitslag     |
| ---- | ----------------------- | -------------------------------- | -------------------------------- | ----------- |
| 2017 | BAFTA Awards            | Beste niet-Engelstalige film     | Mustang                          | Genomineerd |
| 2016 | César                   | Beste debuutfilm                 | Mustang                          | Gewonnen    |
| 2016 | César                   | Beste origineel script           | Mustang samen met Alice Winocour | Gewonnen    |
| 2016 | Academy Awards          | Beste niet-Engelstalige film     | Mustang                          | Genomineerd |
| 2016 | Golden Globes           | Beste niet-Engelstalige film     | Mustang                          | Genomineerd |
| 2015 | Europese filmprijzen    | Prix Fipresci (beste debuutfilm) | Mustang                          | Gewonnen    |
| 2015 | Filmfestival van Cannes | "Europa Cinemas Label Award"     | Mustang                          | Gewonnen    |